# Alexander Gottlieb Baumgarten
Alexander Gottlieb Baumgarten, nemški filozof, * 17. junij 1714, Berlin, Brandenburg, SRC, † 26. maj 1762, Frankfurt ob Odri, Brandenburg.
Znan je po osnovanju estetike kot filozofske discipline. Izvorno si je Baumarten estetiko zamislil kot vedo o čutnemu spoznanju, torej disciplino povezano s spoznavno teorijo in logiko. V svoji doktorski dizertaciji Meditationes philosophicae de nonnullis ad poema pertinentibus (1735) je dal estetiki ime in zastavil njen glavni psihološki problem. Kljub temu da je dal ime estetski znanosti, pa večina strokovnjakov zato njegov prispevek označuje zgolj kot nominalnega, ne pa tudi bistvenega. Z njegovimi suhimi racionalističnimi razpravami naj bi razpadla in se končala miselna smer, kar pa še zdaleč ne pomeni, da se je z njim porodila sama estetika.

## Življenje
Rodil se je v Berlinu kot peti od sedmih sinov pastorju Jacobu Baumgartenu (1668-1722) in Rosina Elisabethi (1690-1717), vendar je že pri svojih osmih letih osirotel. Za njegovo poučevanje je bil zadolžen Martin Georg Christgau, ki ga je poleg klasične izobrazbe naučil tudi hebrejščine.Poleg tega ga je navdušil še za latinsko poezijo. Alexander se je zgledoval po svojem bratu Jacobu Sigismundu, ki je kasneje postal ugleden teolog in zgodovinar takratnega časa. Po njegovih stopinjah se je pri 16 letih (1730) vpisal na Univerzo Halle v Wittenbergu, kjer je študiral teologijo, filozofijo, filologijo, retoriko in poetiko. Vzporedno s študijem je obiskoval predavanja filozofa Christiana Wolffa. Od leta 1735 je služboval kot docent na že omenjeni fakulteti, od 1740 pa kot profesor na Brandenburški univerzi v Frankfurtu ob Odri.
Pri 27 letih se je poročil z Luiso Wilhelmino Alemann (1720-1745), s katero pa nikoli nista imela otrok. Štiri leta po smrti prve žene  se je Baumgarten ponovno poročil, in sicer z Justino Elisabeth Albinus, katera mu je rodila štiri otroke, ki sta jih poimenovala: Eleonora Wilhelmina (1749), Eleonora Juliana (1751), Carl Gottlieb (1759), Gottlieb Wilhelm (1762).

## Delo
Napisal je vrsto učbenikov, njegovi najbolj znani deli pa sta Estetika in Metafizika. Na njegovo delo sta močno vplivala filozofa Gottfried Leibniz in Christian Wolff.. V doktorskem delu Meditationes philosophicae (1735) je analiziral lastnosti poezije ter človeško čutenje in doživljanje ob njenem prebiranju. Delo se zaključi z vpeljavo pojma estetika.

### Metafizika(1739)
Delo je vzorec analitične skrbnosti in s svojimi neutrudnimi opozorili je tudi dolgo časa Immanuelu Kantu služilo kot vodič za njegova predavanja. Metafiziko je iz latinščine v nemščino prevedel njegov študent Georg Friedrich Meier (1718-1777), kar naj bi po Meierjevih besedah Baumgarten skušal narediti sam, pa za to ni imel časa.

### Estetika(1740)
Njegovo najpomembnejše delo je Estetika. Napisano je v latinščini in je prvo delo, ki je v naslovu vsebovalo ime nove discipline - estetike. Tudi pri tem delu mu je pomagal njegov študent Meier, ki je po odhodu Baumgartena z Univerze Halle prevzel njegova predavanja in leta 1746 tudi sam postal profesor. Estetiko si je zamislil kot dopolnilo logike, za njen cilj pa si je zastavil sistematiko nižje spoznavne zmožnosti, čutnosti. Prvi del je izšel leta 1750. Po izdaji je začelo Baumgartenovo zdravje pešati, zato je drugi del izšel zaradi pritiska njegovega založnika leta 1758. Ta dva zvezka obsegata manj kot tretjino Baumgartenovega originalnega načrta, vendar kljub vsemu vsebujeta glavno idejo.

## Pogledi na estetiko
Baumgarten je dal besedi estetika, ki je prej pomenila smisel (za okus), nov pomen. Estetiko si je zamislil kot vedo o čutnem spoznanju. Popolnost je, če jo definiramo abstraktno, enotnost v različnosti.
Beseda se je uporabljala drugače že od časa antične Grčije (gr. αἰσθητικός, aisthetikos - čuten, zaznaven). Pomenila je sposobnost prejemanja stimulacije enega ali več od petih človeških čutov. V svojem delu Metafizika je Baumgarten definiral okus v širšem pomenu besede, kot sposobnost presoje skozi čute namesto razuma. Menil je, da presojanje okusa temelji na občutjih užitkov in nevšečnosti. Za Baumgartena je bila estetika oddaljenost od pravil dojemanja umetnosti iz vidika individualnega okusa. Sklepamo, da je Baumgarten svoje mnenje o estetiki in okusu podal kot odgovor francoskemu publicistu Pierrju Bonhoursu. Ta je namreč v svojem prispevku sramotilnega spisa objavljenega v poznem 17. stoletju napisal, da Nemci niso sposobni ceniti umetnosti in lepote.
Leta 1750 je Baumgarten postal uradni ustanovitelj estetike. V dobi razuma se je Baumgarten skromno zavzemal za to, da naj cenimo pesniške vrednote s tem, da je poudarjal njihovo sorodnost z racionalno popolnostjo.
Herder je Baumgartnerjevo definicijo pesmi: »Oratio sensitiva perfecta est poema.« (»Pesem je popolna, čutom ustrezna izjava.«) povzdvigoval kot najboljšo na svetu.
Prav Baumgartenu pa lahko v glavnem tudi pripisujemo današnjo rabo subjektivnega in objektivnega, čeprav se ta začenja že pri Leibnizu.